# Chelsea TV
Chelsea TV is een Britse commerciële zender die is opgericht voor de fans van de Engelse Premier League club Chelsea FC. Het kanaal ging van start in augustus 2001 op Sky Digital en is bekijkbaar bij Virgin Media en Setanta Sports.

## Uitzendingen
Het kanaal zend dagelijks uit vanuit zijn studio's op Stamford Bridge.

### Programma's
- Big Match Countdown (vrijdag)
- Matchnight Live
- Reserves Live
- Paper View
- Cobham on Friday
- The Big Interview